# Cocina de gas

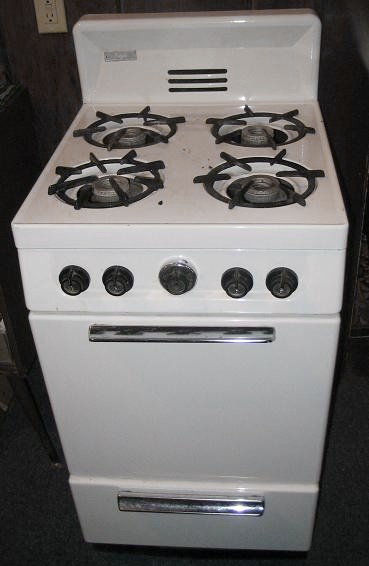
Muchas cocinas utilizan gas natural para proporcionar calor.

Una cocina de gas, o estufa a gas, es una cocina alimentada con gas combustible como el gas de síntesis, el gas natural, el propano, el butano, el gas licuado del petróleo u otro gas inflamable. Las cocinas de gas son una importante fuente de contaminación del aire interior y requieren una buena ventilación para mantener una calidad del aire aceptable, dentro de la cocina. La mayoría de las cocinas de gas modernas tienen encendido electrónico, temporizadores automáticos para el horno y campanas extractoras para eliminar los humos.

## Historia

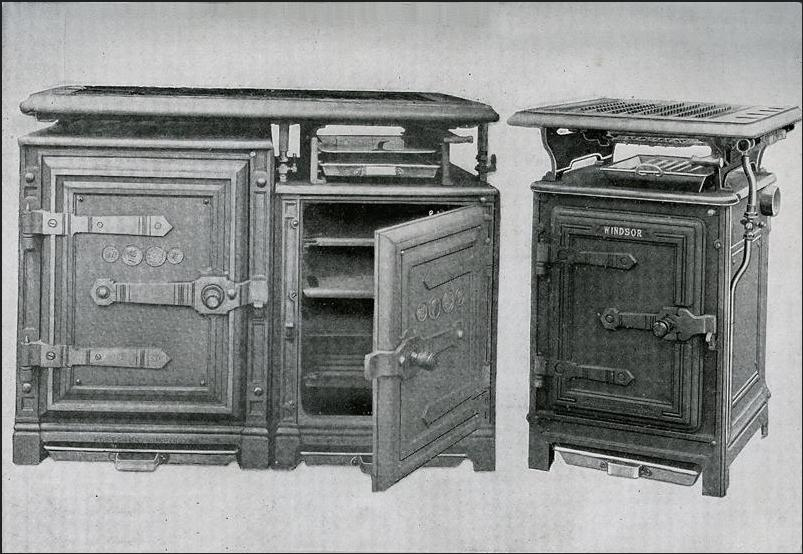
Las primeras cocinas de gas producidas por Windsor. Del "Libro de gestión doméstica de la señora Beeton", 1904.

Antes de la llegada del gas, las cocinas funcionaban con combustibles sólidos como el carbón o la leña. La primera cocina de gas fue desarrollada el 8 de marzo de 1802 por Zachäus Winzler ( Alemania ), pero esto junto con otros intentos permanecieron experimentos aislados.
Las primeras cocinas de gas producidas por Windsor. Del Libro de gestión doméstica de la señora Beeton, 1904. Las primeras cocinas de gas prácticas se desarrollaron en la década de 1820. El inventor británico James Sharp patentó la cocina de gas en Northampton, Inglaterra en 1826 y abrió una fábrica de cocinas de gas en 1836. Su invento fue comercializado por la firma Smith & Philips desde 1828. Una figura importante en la aceptación temprana de esta nueva tecnología, fue Alexis Soyer, el reconocido chef del Reform Club de Londres. A partir de 1841, convirtió su cocina para funcionar con gas ciudad, argumentando que el gas era más barato por lo general porque el suministro se podía cortar cuando la cocina no estaba en uso.
En la Exposición Universal de Londres de 1851 se mostró una cocina de gas, pero no fue hasta la década de 1880 cuando la tecnología se convirtió en un éxito comercial en Inglaterra. En esa etapa, una red grande y fiable de transporte por tubería se había extendido por muchas ciudades y grandes poblaciones de Gran Bretaña, haciendo que el gas fuese relativamente barato y eficiente para el uso doméstico. En el resto del continente europeo  y en Estados Unidos, las cocinas de gas no se extendieron hasta principios del siglo XX. Con el tiempo el gas se convirtió en la fuente preferida de calor, puesto que permitía que las cocinas fueran más pequeñas y ligeras. Esta nueva tecnología de cocción tenía la ventaja de ser fácilmente regulable y podía apagarse cuando no se utilizaba. la cocina de gas. Las primeras cocinas de gas eran bastante difíciles de manejar, pero pronto el horno se integró en la base y se redujo el tamaño para encajar mejor con el resto de muebles de cocina. En la década de 1910, los fabricantes empezaron a esmaltar sus cocinas de gas para facilitar la limpieza.

## Encendido

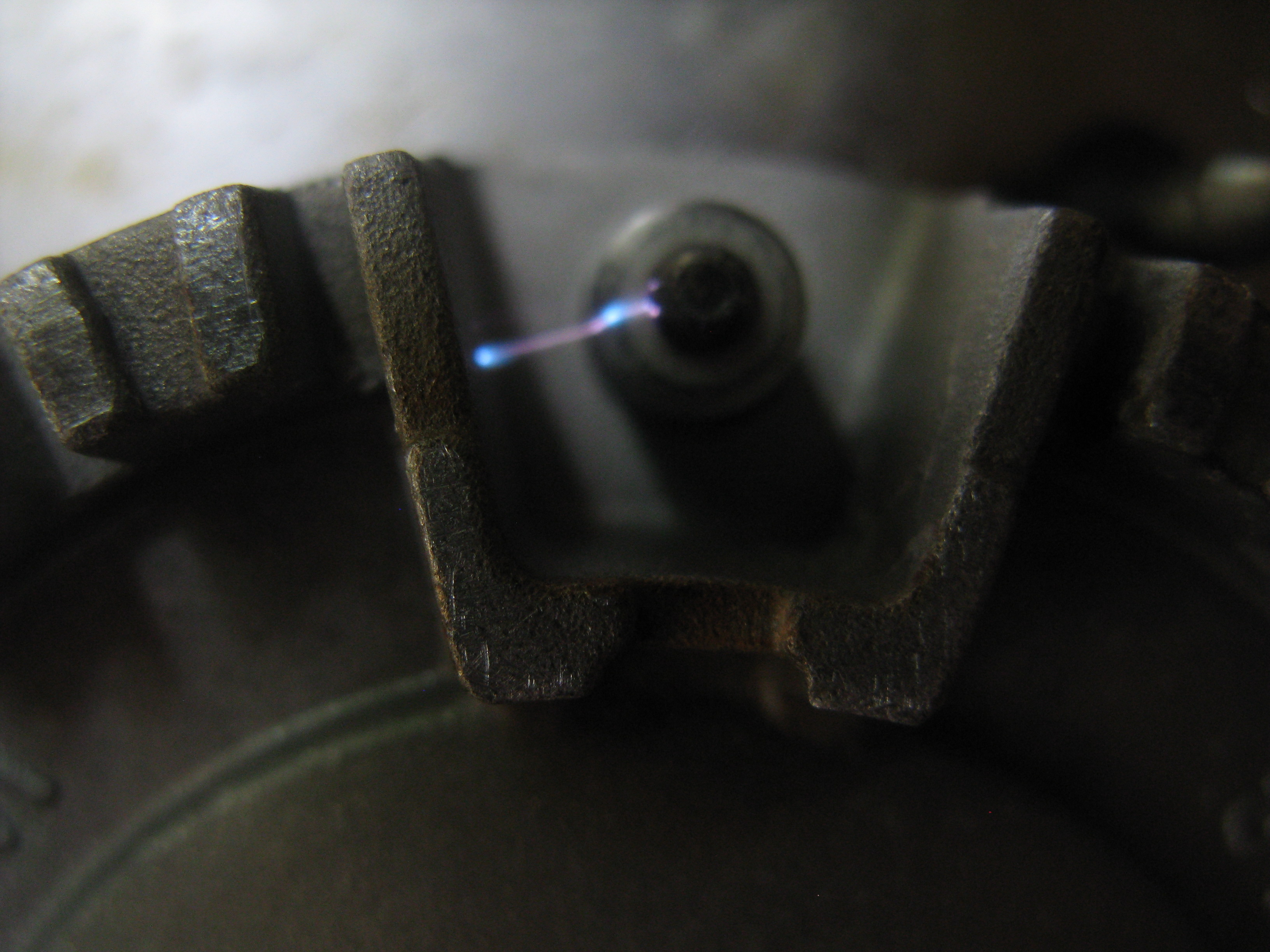
Encendido eléctrico

El encendido del gas se hacía originariamente con cerillas y esto fue seguido por la más cómoda llama piloto. Esto tenía el inconveniente de consumir gas continuamente. El horno aún tenía que encenderse con cerillas y encender el gas accidentalmente podía provocar una explosión. Para evitar este tipo de accidentes, los fabricantes de hornos desarrollaron e instalaron una válvula de seguridad llamada dispositivo de fallo de llama para fogones de gas y hornos.
Las cocinas de gas actuales utilizan dos tipos básicos de fuentes de encendido, llama piloto y chispa eléctrica. Una cocina con un llama piloto tiene una pequeña llama de gas encendida continuamente (llamada llama piloto) bajo la placa de la cocina. La llama se encuentra entre los quemadores frontal y trasero. Cuando la cocina está encendida, esta llama enciende el gas que sale de los quemadores. La ventaja del sistema de llama piloto es que es sencilla y completamente independiente de cualquier fuente de alimentación externa. Un inconveniente menor es que las llamas consumen combustible continuamente incluso cuando la cocina no está en uso. Los primeros hornos de gas carecían de llama piloto. Había que encenderlos manualmente con una cerilla. Si accidentalmente se dejaba el gas encendido, el gas llenaba el horno y, finalmente, la habitación. Una pequeña chispa, como un arco de un interruptor de luz, podría encender el gas, provocando una explosión violenta. Para evitar este tipo de accidentes, los fabricantes de hornos desarrollaron e instalaron una válvula de seguridad llamada dispositivo de fallo de llama para fogones de gas y hornos.

## Válvula de seguridad
La válvula de seguridad depende de un termopar que envía una señal a la válvula para que se mantenga abierta. Aunque la mayoría de las cocinas de gas modernas tienen encendido electrónico, muchos hogares tienen hornos y hornos de gas que deben encenderse con una llama. Las cocinas de encendido eléctrico utilizan chispas eléctricas para encender los quemadores de superficie. Este es el "sonido de clic" audible justo antes de que el quemador se encienda. Las chispas se inician girando el botón del quemador de gas a una posición normalmente etiquetada como "LITE" o pulsando el botón de "encendido". Una vez que el quemador se enciende, el botón se gira más para modular el tamaño de la llama. La reactivación automática es un refinamiento elegante: el usuario no debe conocer ni entender la secuencia de espera y giro. Simplemente giran el botón del quemador al tamaño de llama deseada y la chispa se apaga automáticamente cuando la llama se enciende. El reinicio automático también ofrece una función de seguridad: la llama se volverá a encender automáticamente si la llama se apaga mientras el gas todavía está encendido, por ejemplo por una ráfaga de viento. Si falla la alimentación, los quemadores de superficie deben encenderse manualmente.
El encendido eléctrico para hornos utiliza un encendido de "superficie caliente". Básicamente es un elemento de calefacción que se calienta hasta la temperatura de ignición del gas. Un sensor detecta cuando la barra de piloto está suficientemente caliente y abre la válvula de gas.
También las cocinas con encendido eléctrico deben conectarse con mecanismos de protección de gas como el interruptor de control de gas. Por eso muchos fabricantes suministran cocinas sin enchufe.

## Características

### Calor del quemador
Una de las propiedades importantes de una cocina de gas es el calor que emiten los quemadores. Normalmente, el calor del quemador se especifica en términos de BTU (British Thermal Units) y representa el calor producido en una hora. A menudo, una cocina de gas tendrá quemadores con distintos niveles de potencia de calor. Por ejemplo, una cocina de gas puede tener un quemador de alta potencia, a menudo en el rango de 10.000 a 20.000 BTU, y una mezcla de quemadores de potencia media, de 5.000 a 10.000 BTU, y quemadores de baja potencia, 3.000 BTU o menos. El quemador de alta potencia es adecuado para hervir una olla grande de agua rápidamente, saltear y freír, mientras que los quemadores de baja potencia son buenos para hornear a fuego lento.
Algunos modelos de cocina de gama alta ofrecen una mayor gama de calor y quemadores de gran resistencia que pueden llegar hasta 20.000 BTU o incluso más. Dependiendo del tipo de cocción que usted haga, los quemadores de mayor capacidad calorífica pueden ser beneficiosos o una completa pérdida de dinero.

### Diseño
En los últimos años, los fabricantes de electrodomésticos han realizado cambios innovadores en el diseño y la disposición de las cocinas de gas. La mayoría de las placas de cocina modernas tienen una estructura de celos que normalmente cubre la gama completa de la parte superior, permitiendo deslizar los utensilios de cocina de un quemador a otro sin levantar los recipientes por encima de los huecos de la placa de cocina. Algunas cocinas de gas modernas también tienen un quinto quemador central o una plancha integrada entre los quemadores exteriores.

### Tamaño
El tamaño de una cocina de gas suele oscilar entre 30" e incluso 42" (modelos industriales). Casi todos los fabricantes han estado desarrollando diversas opciones en rango de tamaño. También hay disponible una combinación de cocina y horno, que suelen venir en dos estilos: deslizante e independiente.

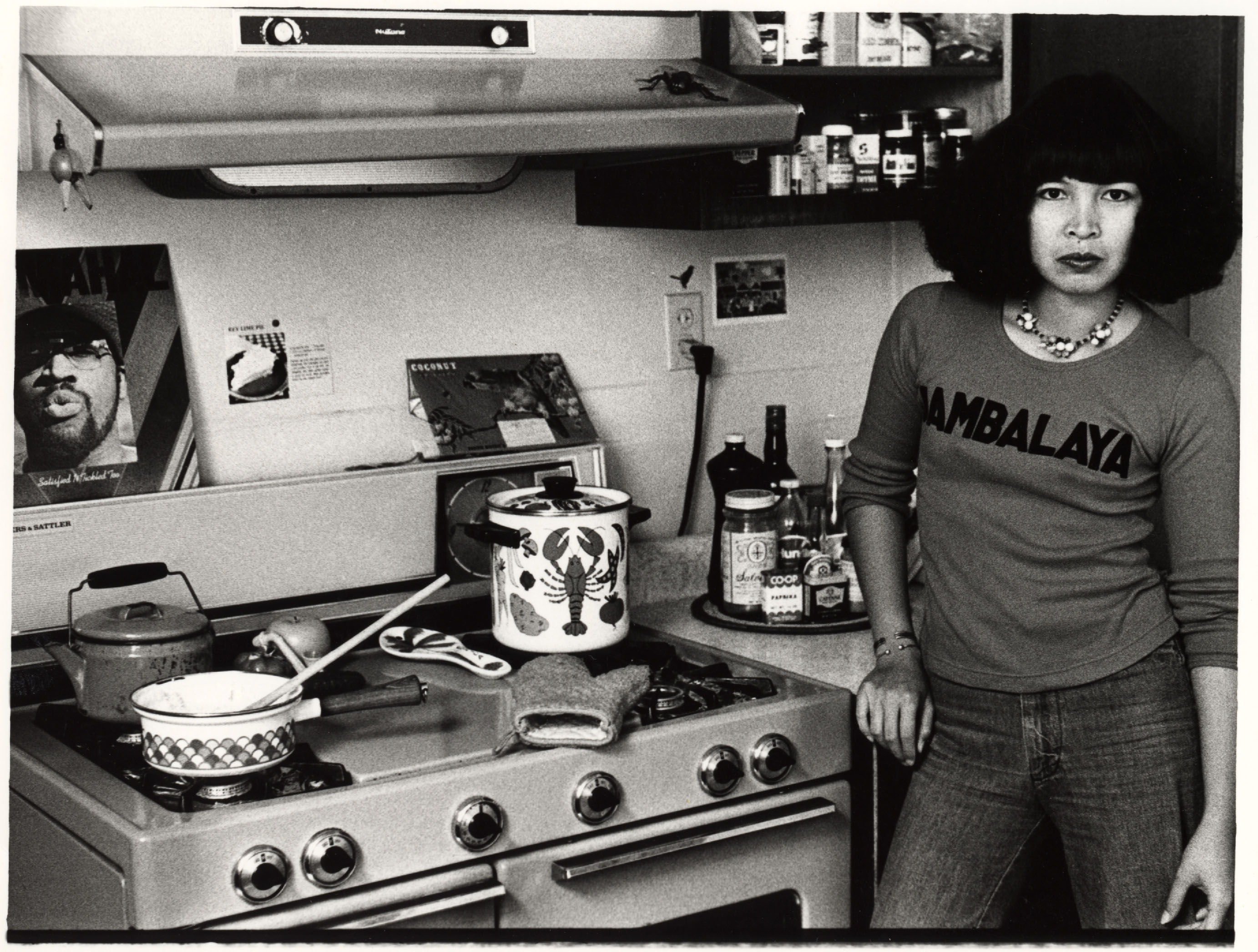
Una cocina de gas en un apartamento de San Francisco, 1975.

Por lo general, no hay mucha diferencia de estilo entre ellos. La entrada deslizante incluye labios a ambos lados y controles en la parte delantera junto con controles del quemador. Las placas de cocina de gas independientes tienen toboganes sólidos y controles colocados detrás de la placa de cocina.

### Horno
Muchas cocinas cuentan con hornos integrados. Los hornos modernos suelen incluir un ventilador de convección dentro del horno para proporcionar una circulación uniforme del aire y permitir que los alimentos se cuezan de forma uniforme. Algunos hornos modernos disponen de sensores de temperatura que permiten un control cercano de la cocción,.

### Controles programables
Las cocinas de gas incluyen al menos varios controles programables modernos para facilitar el manejo. Las pantallas LCD y otras rutinas de cocina complejas son algunas de las características estándar presentes en la mayoría de los modelos de fabricación básicos y de gama alta. Algunos de los otros controles programables incluyen precalentamiento preciso, pizza automática, temporizadores de cocción y otros.

### Factores de seguridad
Las modernas cocinas de gas son más seguras que los modelos antiguos. Dos de las principales preocupaciones de seguridad con las cocinas de gas son los controles seguros para los niños y el encendido accidental. Algunas fogones de gas tienen pomos que se pueden encender accidentalmente incluso con un golpe suave. Las cocinas de gas producen emisiones de metano.